# Course aux points féminine aux Jeux olympiques d'été de 1996
Navigation
Sydney 2000
La course aux points féminine est l'une des huit compétitions de cyclisme sur piste aux Jeux olympiques de 1996. Elle consistait en 96 tours de piste (24 kilomètres). 12 sprints étaient disputés donnant respectivement 5, 3, 2 et 1 points aux quatre premières. Les points du dernier sprint sont doublés.
La Française Nathalie Even-Lancien  devient la première championne olympique de la course aux points féminine.

## Course
| Rang                                | Coureur               | Pays             | Points  |
| ----------------------------------- | --------------------- | ---------------- | ------- |
| Médaille d'or, Jeux olympiques      | Nathalie Even-Lancien | France           | 24      |
| Médaille d'argent, Jeux olympiques  | Ingrid Haringa        | Pays-Bas         | 23      |
| Médaille de bronze, Jeux olympiques | Lucy Tyler-Sharman    | Australie        | 17      |
| 4                                   | Svetlana Samokhvalova | Russie           | 14      |
| 5                                   | Maureen Kaila         | Salvador         | 11      |
| 6                                   | Ludmilla Gorojanskaja | Biélorussie      | 11      |
| 7                                   | Tea Vikstedt-Nyman    | Finlande         | 9       |
| 8                                   | Jacqueline Nelson     | Nouvelle-Zélande | 8       |
| 9                                   | Seiko Hashimoto       | Japon            | 7       |
| 10                                  | Nada Cristofoli       | Italie           | 6       |
| 11                                  | Belem Guerrero        | Mexique          | 4       |
| 12                                  | Alla Vasilenko        | Kazakhstan       | 2       |
| 13                                  | Judith Arndt          | Allemagne        | 2       |
| 14                                  | Maria Lawrence        | Grande-Bretagne  | 1       |
| 15                                  | Daniela Larreal       | Venezuela        | 0       |
| 16                                  | Tanja Klein           | Autriche         | 0       |
| 17                                  | Jeanne Golay          | États-Unis       | 0       |
| 18                                  | Dania Pérez           | Cuba             | 0       |
| –                                   | Wang Yan              | Chine            | Abandon |
| –                                   | Kim Yong-Mi           | Corée du Sud     | Abandon |
| –                                   | May Britt Hartwell    | Norvège          | Abandon |
| –                                   | Izaskun Bengoa        | Espagne          | Abandon |
| –                                   | Rita Razmaitė         | Lituanie         | Abandon |

## Sources
- Résultats